# كيمبيرلي (كولومبيا البريطانية)
كيمبيرلي (بالإنجليزية: Kimberley)‏ هي مدينة كندية تقع في مقاطعة كولومبيا البريطانية. تبلغ مساحة هذه المدينة 58.3088 (كم²)، ويبلغ عدد سكانها 6139 نسمة حسب إحصاء سنة 2006 م، بينما كان يسكنها 6484 نسمة في سنة 2001 م. تحتل هذه المدينة المرتبة رقم 586 بين مدن كندا حسب عدد السكان والمرتبة رقم 79 في المقاطعة. نما عدد السكان في هذه المدينة بنسبة (-5.3) بين العامين المذكورين.

## المناخ
| البيانات المناخية لـ{{{location}}} | البيانات المناخية لـ{{{location}}} | البيانات المناخية لـ{{{location}}} | البيانات المناخية لـ{{{location}}} | البيانات المناخية لـ{{{location}}} | البيانات المناخية لـ{{{location}}} | البيانات المناخية لـ{{{location}}} | البيانات المناخية لـ{{{location}}} | البيانات المناخية لـ{{{location}}} | البيانات المناخية لـ{{{location}}} | البيانات المناخية لـ{{{location}}} | البيانات المناخية لـ{{{location}}} | البيانات المناخية لـ{{{location}}} | البيانات المناخية لـ{{{location}}} |
| الشهر                              | يناير                              | فبراير                             | مارس                               | أبريل                              | مايو                               | يونيو                              | يوليو                              | أغسطس                              | سبتمبر                             | أكتوبر                             | نوفمبر                             | ديسمبر                             | المعدل السنوي                      |
| ---------------------------------- | ---------------------------------- | ---------------------------------- | ---------------------------------- | ---------------------------------- | ---------------------------------- | ---------------------------------- | ---------------------------------- | ---------------------------------- | ---------------------------------- | ---------------------------------- | ---------------------------------- | ---------------------------------- | ---------------------------------- |
| الدرجة القصوى °م (°ف)              | 12.5 (54.5)                        | 14.0 (57.2)                        | 22.0 (71.6)                        | 26.0 (78.8)                        | 31.5 (88.7)                        | 34.0 (93.2)                        | 37.0 (98.6)                        | 36.0 (96.8)                        | 34.0 (93.2)                        | 26.5 (79.7)                        | 17.0 (62.6)                        | 8.5 (47.3)                         | 37.0 (98.6)                        |
| متوسط درجة الحرارة الكبرى °م (°ف)  | −1.7 (28.9)                        | 2.1 (35.8)                         | 7.6 (45.7)                         | 13.5 (56.3)                        | 18.2 (64.8)                        | 21.7 (71.1)                        | 26.5 (79.7)                        | 26.3 (79.3)                        | 21.0 (69.8)                        | 12.3 (54.1)                        | 3.1 (37.6)                         | −2.5 (27.5)                        | 12.3 (54.1)                        |
| المتوسط اليومي °م (°ف)             | −6.8 (19.8)                        | −4.1 (24.6)                        | 1.2 (34.2)                         | 6.5 (43.7)                         | 11.0 (51.8)                        | 14.5 (58.1)                        | 18.1 (64.6)                        | 17.6 (63.7)                        | 12.6 (54.7)                        | 5.6 (42.1)                         | −1.4 (29.5)                        | −6.8 (19.8)                        | 5.7 (42.3)                         |
| متوسط درجة الحرارة الصغرى °م (°ف)  | −11.9 (10.6)                       | −10.3 (13.5)                       | −5.3 (22.5)                        | −0.6 (30.9)                        | 3.8 (38.8)                         | 7.2 (45.0)                         | 9.7 (49.5)                         | 8.9 (48.0)                         | 4.2 (39.6)                         | −1.1 (30.0)                        | −6.0 (21.2)                        | −11.2 (11.8)                       | −1.0 (30.2)                        |
| أدنى درجة حرارة °م (°ف)            | −36.5 (−33.7)                      | −35.5 (−31.9)                      | −26.0 (−14.8)                      | −11.0 (12.2)                       | −4.5 (23.9)                        | −1.5 (29.3)                        | 0.5 (32.9)                         | −2.0 (28.4)                        | −2.5 (27.5)                        | −7.0 (19.4)                        | −19.0 (−2.2)                       | −31.0 (−23.8)                      | −35.0 (−31.0)                      |
| الهطول مم (إنش)                    | 39.2 (1.54)                        | 28.9 (1.14)                        | 26.6 (1.05)                        | 28.2 (1.11)                        | 42.7 (1.68)                        | 55.8 (2.20)                        | 36.2 (1.43)                        | 27.0 (1.06)                        | 30.9 (1.22)                        | 25.8 (1.02)                        | 45.6 (1.80)                        | 44.7 (1.76)                        | 431.6 (16.99)                      |
| معدل هطول الأمطار مم (إنش)         | 5.1 (0.20)                         | 5.0 (0.20)                         | 13.6 (0.54)                        | 24.0 (0.94)                        | 41.5 (1.63)                        | 55.8 (2.20)                        | 36.2 (1.43)                        | 27.0 (1.06)                        | 30.5 (1.20)                        | 22.0 (0.87)                        | 18.6 (0.73)                        | 4.1 (0.16)                         | 283.4 (11.16)                      |
| متوسط تساقط الثلوج سم (إنش)        | 39.2 (15.4)                        | 23.9 (9.4)                         | 13.2 (5.2)                         | 4.2 (1.7)                          | 1.2 (0.5)                          | 0.0 (0.0)                          | 0.0 (0.0)                          | 0.0 (0.0)                          | 0.4 (0.2)                          | 2.8 (1.1)                          | 27.0 (10.6)                        | 40.6 (16.0)                        | 148.4 (58.4)                       |
| المصدر: en:Environment Canada      |                                    |                                    |                                    |                                    |                                    |                                    |                                    |                                    |                                    |                                    |                                    |                                    |                                    |

## أعلام
- لين باري
- بوب كوكس
- جيري سورنسن
- جيمي ماكورميك
- دانيال سوليفان
- سكوت بيتي

## وصلات خارجية
- الأطلس الحكومي لكندا
- إحصاءات كندا مع ساعة تعداد السكان